# 基马克
基马克是在阿拉伯和波斯史料中记载的基马克汗国中的一个突厥部落。該汗國在額爾齊斯河由基馬克人、欽察人、韃靼人和其他突厥人組成。人们说基马克人由imi与叶马克两族构成。他们的汗国由743生存至1050年。在现在哈薩克北部。

## 簡介
波斯地理學家葛爾迪齊提到，一個名為“設”的韃靼貴族率部西行，到也兒的石河(額爾齊斯河)，雖然西行，但仍和韃靼主體有聯絡，以後又有七個部落脫離韃靼，來到也兒的石河，在那裡建立了一個新團體，按葛爾迪齊記錄，設的部落有一個是韃靼，後來的六個部落(亦木儿、叶馬克、钦察、伯顏都儿、尼勒哈尔)，可能是西遷韃靼人的屬部。
他們佔有哈薩克中部，北部與西部，在哈薩克北部有定居點與農業活動，汗國一個收入來源是賣西伯利亞貂皮予河中穆斯林貿易商。他們有一首都克馬克亞，在額爾齊斯河，阿拉伯人說他們用蘆葦書寫突厥文。也有人说他们是悦般后人。國土疆域内有萨彦嶺、阿尔泰山。他们头人最早叫設都督，王族是穆斯林，后来称汗。有称为哈只卜的總管与维齐尔的大臣。

## 時期
基馬克很早就出現，他们最初是西突厥一部分(一般相信出自鐵勒咽面部，另一說出自庫莫奚和阻卜)。《世界境域志》提到基馬克汗國，有十一個部落，其中一個是欽察，回紇時期，漠北回紇牙帳週圍是鐵勒，回紇西行前，有極少數韃靼人到也兒的石河，後來和本部脫離關係，十一世紀時，麻赫穆德·喀什噶里提到韃靼沙漠，可見基馬克人源於韃靼(這裡的韃靼是指塔塔爾族)。

## 鄰人
阿拉伯地理學家指出基馬克人位於額爾齊斯河，在烏古斯人以北，西到伏爾加河和卡馬河，在這汗國解體後，產生克普恰克汗國（即欽察人自己的國家）和花剌子模是鄰人。东南是塔尔巴哈台的突厥人。東是吉尔吉斯族，西是欽察人。